# Propylhexanoat
Propylhexanoat ist eine organische Verbindung aus der Gruppe der Carbonsäureester. Er leitet sich von n-Propanol und Hexansäure ab.

## Vorkommen
Propylhexanoat wurde in frischen Äpfeln, Apfelsaft, Aprikosen (Prunis armeniaca L.), anderen Vitis-Arten, Erbsen, Parmesan-Käse, Provolone-Käse, andere Käsesorten, Cognac, Rum, Whiskey, Cidre, Weißwein, Rotwein, Passionsfrüchten, Sternfrüchten, Bergpapaya, Sanddorn, stachellosen Affenorangen und Papaya nachgewiesen.

## Herstellung
Propylhexanoat kann biotechnologisch hergestellt werden, wobei n-Propanol mit Hexansäure in Cyclohexan umgesetzt wird und eine Lipase aus Aspergillus oryzae als Katalysator dient.

## Eigenschaften
In einer geeigneten Mischung mit anderen Estern, vor allem Butylhexanoat, wirkt Propylhexanoat als Lockstoff für die Apfelfruchtfliege (Rhagoletis pomonella).

## Verwendung
Propylhexanoat ist in der EU unter der FL-Nummer 09.061 als Aromastoff für Lebensmittel zugelassen.